# Польський огар
Польський огар (пол. ogar polski) — порода мисливських собак, виведена в Польщі.

### Гончі
Гончі вже були відомі в давнину. Малюнки і картини цих собак були знайдені в єгипетських і ассирійських храмах (2500—2000 рр. до н. е.). Ми знаходимо перший опис полювання з гончими в «Іліаді» і «Одіссеї» (900 р. до н. е.). Західні гончі були доставлені до Західної Європи з Малої Азії. У 13—14 ст. вони поширилися на Східну Європу. Зазвичай вважається, що предки нинішніх порід (близько 100) гончих є вірменськими собаками. Вони спеціалізуються на полюванні на різних тварин, яких вони полюють і направляють мисливця на свій слід.

### Історія породи та згадки в культурі
Перші згадки в Польщі про полювання з собаками можна знайти в Ґалла Аноніма (пол. Gall Anonim). До часів Владислава Яґелла (Ягайло) право на полювання на собак мав лише король. За часів П'ясти (пол. Piastowie) і Ягеллони (пол. Jagiellonowie) мисливство проходило з великою кількістю собак. У літописах чотирнадцятого століття є згадки про королівських гончих, які були спеціально виведені для королівського полювання.
Огари були дуже популярними собаками і тому знайшли своє гідне місце в літературі і мистецтві.
Перша згадка про огарів в польській літературі можна знайти в поемі Томаша Білявського «Здобувач», написаної в 1595 році. Також Миколай Рей в книзі «Життя добродушного людини» (1568) згадує цих собак. У 1608 був опублікований перший науковий трактат присвячений гончим «Про гончих собак і полюванні з ними», графа Яна Остророга (Jana Ostroroga), випущений в повній версії в 1618 році під назвою «Полювання з гончими». Протягом століть, ця праця була цінним супутником мисливця.
Вже в 1779 році ми знаходимо опис окремого польського гончаки в книзі Кшиштофа Клука «Zwierząt domowych i dzikich osobliwie krajowych historyi naturalnej początki i gospodarstwo».
У «Навчання про полювання» (1823), «Довідник для мисливців» (1839), «Полювання» (1862), «Собака, її види, породи, вирощування, утримання, використання, укладання, хвороби та їх лікування» (1893) і «Польський мисливець» (1900), ми також знаходимо докладні описи польських гончаків.

Адам Міцкевич в «Пан Тадеуш» описує полювання, Джуліан Ейсмон, Леопольд Старчинський і анонімний поет вісімнадцятого століття говорять про красу огари.
Ми також знаходимо прекрасні описи полювання з гончими в прозі: Стефана Черомського — «Попіоли», Чеслава Мілоша — «Долина Ісса», Мельхіора Ваньковича — «Пси-квінтет», Адольфа Дигасинського — «З розплідника, польових і лісових» та багатьох інших.
Ми також зустрічаємо польську гончаку в графіці: геральдичні емблеми, муніципальні герби, герби, екслібриси, живопис у XVIII—XIX ст., Найвідомішими є: «Полювання в Потуржиці», «Похід до полювання в Уззії», «Мисливський відпочинок», «Ведмідь» в оточенні собак " Войцеха Коссака, " Сцена полювання " Тадеуша Айдукевича, "Мисливець із зайцем " Олександра Рачинського і " Свято у Вержинека " Юліана Аксентовича.

### Під час Першої та Другої світових воєн
Полювання з польськими гончими процвітала після Першої світової війни, особливо в східній Польщі та південних горах, але Друга світова війна мала катастрофічні наслідки для багатьох мисливців, собак, коней і диких тварин.
Під час Першої світової війни німці не реквізували собак, тому що вони не знали цієї породи, і багато з них збереглися на Поліссі та Вільнюсі. У стародавній Польщі собака була звичайною мисливською собакою, що користується визнанням мисливців в країні і за кордоном.
Під час Другої світової війни польські гончаки були винищені майже всі. Цьому послужили численні напади фашистських військ. Вони не просто вбивали цих собак, а брали їх, дресирували і використовували для знищення ворожих танків, огортаючи бідну тварину у вибухівку, і змушуючи кидатися під танки радянських військ.
На жаль, таким чином вимерли практично всі представники даного виду, а швидкісні і заячі не дожили до сучасного часу, що вкрай сумно.
Ці собаки були дійсно дуже довірливі, і йшли на контакт навіть з ворогом народу.

### Відновлення породи
Друга світова війна принесла непоправної шкоди і повністю знищила польську кінологію і майже все поголів'я гончих.
Ентузіасти породи Jozef Pawlysiewicz (Юзеф Павлюсевіч) і Piotr Kartawik (Петро Картавік) почали відновлення породи.
Юзеф Павлюсевіч першим, розуміючи плачевність ситуації, знайшов уцілілих собак в Прикарпатті і в маєтку свого батька почав розведення. Породу назвав «Карпатська».
Його Карпатські гончаки (z Karpat) були світлого кольору, малі, з чорною головою. Виведені собаки були зареєстровані в польській родоводу книзі як «Ogar Polski».

Коли собаки Юзефа Павлюсевіча були вже зареєстровані, інший любитель польських гончих У 1959 році Петро Картавік привіз з Литви трьох собак — кобеля Бужани і сук Зорька і Чита, собак більш важких і більшого розміру і теж зайнявся їх розведенням, назвавши їх «Ogar Polski».
Склалася парадоксальна ситуація — з'явилися Польські Гончі типу «Павлюсевіча» і типу «Картавіка».
З тих пір Польща мала два різні види гончих: Тип Павулевіча (маленький, світлий і темний) і Картавік
типу (великі, важкі).
Порода (тип Картавіка) в 1966 році була визнана Міжнародною кінологічної федерацією (стандарт FCI № 52), а тип «Павлюсевіча» дискваліфікований. Навіть гірше, вони були дискваліфіковані на виставках і вважалися дворняжками.
В результаті тип гончих «Павлюсевіча» був виведений на довгі роки з планового розведення. На щастя мисливці гідно оцінили породу гончих відновлену Юзефом Павлюсевічем і продовжували з успіхом полювати і розводити собак даного типу. У той же час деякі заводчики намагалися схрещувати два типи, але результати чітко показали, що типи були різного генотипу.

У 2006 році на радість ентузіастів породи, порода гончака відновлена Юзефом Павлюсевічем офіційно була визнана в FCI і зареєстрована в групі гончих під номером 354.

### Чисельність
У 1967 році нараховувалося 15 собак, а вже в 1976 їх кількість збільшилася до 101 собаки.
З року в рік порода Польської Гончій Юзефа Павлюсевіча користується зростаючою популярністю, як серед мисливців, так і у просто любителів породи.
Згідно з базою даних сайту «Родоводи Польської Гончої» (Rodowodowa Baza Gończego Polskiego) в Польщі зареєстровано 2946 собак на 2011 рік, але на думку деяких розвідників, є не дуже точною інформацією і вимагає уточнення бо не всі власники і заводчики своєчасно доповнюють базу втрат і народження собак, тому реальна цифра на думку колег-мисливців, власників Гончої Польської коливається близько п'ятисот робочих собак, дають не більше 30-40 приплодів на рік.

### Характер
Польський огар є спокійною, врівноваженою собакою і так само як і інші породи створені для полювання, є дуже доброзичливою собакою по відношенню до людини. Вони мають потребують в постійному контакті з людиною. Дуже доброзичливі по відношенню до дітей, особливо суки.
Польські Огари, це собаки, які не викликають проблем по відношенню до людей і інших тварин, але в той же час є відмінними сторожами. Стежать за своєю територією і негайно сигналізують гавкотом про присутність незваного гостя. Їх темперамент і адаптація дозволяє утримувати їх в міських умовах. У будинку спокійні, і навіть ліниві і не прагнуть до активності, хоча як кожний гончак люблять бігати, незалежно від атмосферних умов.
Польський огар це перш за все мисливська собака і характеризується високим ступенем самостійності і не рекомендується для мало активних і недосвідчених власників, так як, як будь-який гончак, він повинен бути вільним на прогулянці і досить далеко відходити від господаря. Мають відмінним почуттям орієнтації. Мають високо розвинутим почуттям самостійності і тому дуже важливо розвивати послух з раннього віку. Як міська собака, повинна бути на повідку, коли йде поруч господарем.
Варто відзначити, що польський огар ніколи не буде беззастережно слухняний. Тим не менш, вони легко навчаються, особливо при позитивній мотивації підкріпленої ласощами. При дресируванні собаки, важливо зберігати спокій, тому що вони дуже чутливі до тону голосу і дуже легко розрізняють позитивну і негативну реакцію. Переважно навчати в процесі ігор, так як монотонне повторення команд, може бути стомлюючим для них.

### Догляд та утримання
Собака володіє відмінним вовняним покровом і може проживати і використовуватися в будь-яких кліматичних умовах. Це дуже стійка собака до суворих умов утримання і рідко хворіє.
Собака не вимагає спеціальної дієти, але собаки з підвищеним апетитом, схильні до зайвої ваги і їх слід обмежувати в їжі. Собаки, які використовуються для полювання, повинні харчуватися відповідно до навантаження.
Догляд за собакою не складний. Густа шерсть з підшерстям не вимагає регулярного догляду і дуже добре захищає собаку від різних погодних умов. Під час линьки необхідно вичісувати собаку. Більше уваги слід приділяти вухам, бо, як і у інших порід собак, у яких вони висять, недостатня вентиляція слухового проходу збільшує ризик запалення. Необхідно регулярно перевіряти вуха, і в разі тривожних симптомів, коли собака часто і без причин обертає головою, слід звернутися до ветеринара.

Тривалість життя 12-13 років.

### Використання
Польські Огари використовуються для полювання на оленів, кабанів, зайців і лисиць, відмінно працюють по кров'яному сліду для пошуку підранків. Звіра собаки переслідують голосом. Наздогнавши кабана, намагаються утримати його на місці, ухиляються від нападу і обгавкують звіра, за цей час мисливець має можливість наблизитися. Використовуються також як сторожові собаки.
Голоси сильні, мелодійні, дзвінкі. У сук голос набагато вище за тональністю. Під час гону звіра собаки азартні, в'язки, рідко втрачають звіра завдяки відмінному чуттю, добутливим, добре і дружно працюють в зграї, мають відмінну орієнтацією.

### Стандарт
Собака середнього зросту, з сильною і компактною конструкцією, з міцним кістяком і масою, з пропорційними ногами. Тип конструкції вказує на силу і витривалість, менше ступеня на швидкість. Голос під час гону чистий і доносчивий.

#### Голова
Голова польської гончака досить важка, прямокутної, клиноподібної форми. Череп дорівнює довжини морди. Перехід від чола до морди сильно виражений. Надбрівні дуги добре розвинені. Шкіра на лобі в складках. Морда довга. Щелепи сильні. Брилі товсті, обвислі. Мочка носа велика, широка, чорна.

#### Очі
Вираз очей спокійний. Не глибоко посаджені, темно-коричневі, нижні повіки опущені, у літніх собак значно.

#### Вуха
Вуха досить довгі. Низько посаджені. Вільно висять, на кінцях злегка закруглені. Нижні частини завитка у напрямку до центру щільно прилягають до голови.

#### Шия
Значна товщина, сильна, м'язиста, середньої довжини, зі складками і підвісом.

#### Тулуб
Корпус кілька розтягнутий, масивний. Груди широкі, глибокі, опущена до ліктя. Ребра опуклі. Спина широка, довга, з добре розвиненою мускулатурою. Круп широкий, похилий. Живіт підтягнутий незначно з добре розвиненими органами травлення.

#### Ноги
Кінцівки товсті, м'язисті. Лапи широкі з щільно зібраними пальцями, з товстою шкірою. При світлому забарвленні лап-білі нігті, при жовтому-чорні.

#### Хвіст
Хвіст довгий, шаблевидної форми, розташований досить низько, товстий з густою шерстю, знизу без підвісу, трохи нижче скакального суглоба. При переміщенні піднятий небагато вгору, але не закруглюється. У спокійному стані звисає нижче рівня.

#### Забарвлення
Шерсть середньої довжини, щільна. Підшерсток густий, щільний. Забарвлення чепрачне або чорне з підпалинами. Білий волосся допускається на морді у вигляді стріли з верхньої частини голови до носа, у вигляді плям неправильної форми на грудях, в нижній частині кінцівок лап і кінчику хвоста.
Висота в холці: кобелі: 56-65 см, суки: 55-60 см. Вага: кобелі: 25-32 кг, суки: 20-26 кг.
На полюванні рухаються повільно, важкої риссю, при гонах звіра рухаються галопом.
Дуже витривалий собака з чудовим чуттям.

### Анатомічні дефекти
Занадто довгі або занадто маленькі і відстовбурчені вуха. Голова без чітко позначеної потилиці, слабкі надбрівні дуги. Занадто світлі очі. Чорне забарвлення морди (намордник). Погано розвинені ноги і мускулатура. Занадто висячі брилі. Тонкий, занадто короткий або занадто довгий хвіст неправильної форми. Погано розвинена груди. Неправильний прикус. Хрипкий голос.